# هاروی برانسکامب
هاروی برانسکامب (انگلیسی: Harvie Branscomb؛ ۲۵ دسامبر ۱۸۹۴ – ۲۳ ژوئیهٔ ۱۹۹۸) سیاست‌مدار اهل ایالات متحده آمریکا بود.
وی همچنین برندهٔ جوایزی همچون کمک‌هزینه گوگنهایم و بورسیه رودز شده‌است.